# 来島通総
来島 通総（くるしま みちふさ）は、安土桃山時代の伊予国の武将、大名。

## 生涯

### 出身
永禄4年（1561年）、村上水軍の一族である来島村上氏当主・村上通康の四男として生まれる。
永禄10年（1567年）、父の通康が病死したため、7歳で家督を継いだ。通総には兄がいたが、通総の生母が主君である河野弾正少弼通直の娘であったため、家督を相続したものと思われる。
代々河野氏の影響下にあったが、通総の代においては、元亀元年（1570年）に主君の河野通宣が室町幕府に納めようとした公用銭を横領するなど、次第に河野氏から独立する姿勢を見せ始めた。また、河野氏と毛利氏は同盟関係にあったことから、毛利氏が大友宗麟を攻めたときには援軍として参加し、大友水軍と戦っている。しかし、この海戦での作戦をめぐって毛利水軍を率いる村上武吉と不仲になったともされる。

### 秀吉への接近
天正10年（1582年）、織田信長の重臣・羽柴秀吉（豊臣秀吉）の勧誘を受けて織田方に寝返ったため、毛利氏や河野氏に攻められて本拠地を追われて一時は秀吉の元に身を寄せた。なおも兄の得居通幸が鹿島城に拠って戦い抜き、羽柴方として留まった通総は秀吉と毛利氏との和睦後に旧領に復帰した。
また、近年の説として通宣の後を継いだ河野牛福（後の伊予守通直）は実は通総の父である村上通康と継室もしくは側室とみられる宍戸隆家の長女（毛利元就の外孫）天遊永寿との間の子であるという見解が浮上している。この説によれば通康の没後に毛利氏が実子のいない河野通宣の後室に未亡人となった宍戸隆家の娘を入れてその連れ子である牛福を養嗣子に立てたというもので、毛利氏からみれば河野宗家の血を引く弾正少弼通直の娘及びその所生である通総の存在は「反・牛福」に擁される可能性がある警戒の対象であり、通総は異母弟である河野通直（牛福）とその後ろ盾である毛利氏から身を守るために織田陣営に飛び込んだとする。
秀吉は三島村上氏の中でも早くから味方についた通総を「来島、来島」と呼んで重用したため、姓を村上から来島に改めた。天正13年（1585年）の秀吉による四国攻めでは小早川隆景の指揮の下に伊予で先鋒を務め、天正の陣で旧主家の河野氏を攻めた。その戦功により伊予風早郡1万4000石を与えられて大名となった。その後も天正15年（1587年）の九州征伐、天正18年（1590年）の小田原征伐にも参加した。

### 最期
天正20年（1592年）からの文禄の役では当初四国勢を率いる福島正則の五番隊に所属して忠清道に進撃して陸戦に従事したが、朝鮮水軍の活動が活発になると水軍に再編され、朝鮮水軍と戦った。
休戦期を挟んで慶長2年（1597年）から再開された慶長の役では水軍として編成された後、南原城攻略戦では600人を率いて陸軍として戦った。その後再度水軍となり全羅道沿岸を掃討するために進撃した。9月16日の鳴梁海戦では先鋒となって海峡に突入したが、潮流などの地の利を生かした朝鮮水軍の板屋船の攻撃を受けて戦死した。享年37。
この戦死に至る経緯について、小川雄は著書の中で「得居通幸の戦死も含め、大勢的には勝利を収めながら、これだけの被害を出したのは来島村上氏のみで、多くの海賊（水軍衆）が秀吉の国内統一の過程で大大名に吸収され自立性を失う代わりに、その資本力を背景に船舶の大型化・火力の増強など運用が大規模化していった中で、早くから秀吉に転属して小大名としての自立性を与えられていた事が、却って枷となり大規模運用への転換ができず海賊衆としての存在感を失っていった結果ではないか」と考察している。
この海戦では通総など先鋒の被害が大きかったものの、日本水軍は全羅道西岸への進出を果たした。日本側の捕虜となった姜沆は『看羊録』の中で日本の武将の仕組みについて「戦亡した将士はその子弟が職を継ぎ、池田秀雄が珍島（または安骨浦）で病死した時は子の秀氏が直ちに軍中で代わって職を受け、通総が全羅右水営で戦死した時も、弟が代わってその城に居ることになった」と記しており、通総の敗死に触れている。
来島家の名跡は福島正則に仕えていた長男の通則が死去していたため、次男の長親が継いだ。

## 関連作品
- バトル・オーシャン 海上決戦……鳴梁海戦を題材とした2014年の韓国映画。演リュ・スンリョン。